# 托德·拉桑斯
托德·拉桑斯（Todd James Lasance，1985年2月18日—）是澳大利亞的一位演員。他最著名的作品包括了聚散離合等電視劇。

## 作品
- 2016年影集《閃電俠》第三季飾演競爭者（The Rival）真名為愛德華·克拉瑞斯（Edward Clariss）